# Thorsten Sjövall
Thorsten Stig Thorstensson Sjövall, född 24 oktober 1913 i Helsingborg, död 7 december 1998, var en svensk psykiater.
Sjövall blev medicine licentiat vid Uppsala universitet 1940, innehade olika läkarförordnanden 1940–1947, var Medicinalstyrelsens inspektör för psykisk barna- och ungdomsvård 1947–1949, studerade i Boston 1949–1951 och uppnådde specialistkompetens i psykiatri, neurologi och psykoanalys 1952. Han var poliklinikläkare vid Stockholms stads mentalvårdsbyrå 1951–1968, överläkare där 1968–1980, läkare i psykiatri vid Sankt Eriks sjukhus 1951–1968 och konsulterande läkare där i psykiatri 1975–1985. 
Sjövall var grundare av Svenska föreningen för gruppsykoterapi och dess ordförande 1962–1966, ordförande i Svenska psykoanalytiska föreningen 1963–1967, Riksförbundet för sexuell upplysning (RFSU) 1964–1972, styrelseledamot i International Planned Parenthood Federation (IPPF) 1957–1977, president i dess Europaregion 1970–1974 och ordförande i interimsstyrelsen läkargruppen inom Svenska Amnesty 1977–1980. Han författade skrifter i psykiatri, psykosomatisk medicin, socialmedicin och sexologi.